# 秋田県道28号秋田岩見船岡線
秋田県道28号秋田岩見船岡線（あきたけんどう28ごう あきたいわみふなおかせん）は、秋田県秋田市から大仙市までの県道（主要地方道）である。

## 概要
秋田市卸町の国道13号交点、秋田卸センターから秋田駅方向に向かい路線が始まる。広小路通りを通り、久保田町交差点から奥羽本線を立体交差し、東へ進む。秋田自動車道を立体交差したのち、秋田市太平八田の秋田県道232号太平山八田線交点を右折、秋田市河辺三内の秋田県道308号河辺阿仁線交点まで道なりに進む。県道308号重複区間を経て、岩見川沿いに岨谷峡付近まで路線が続き、秋田市河辺岩見字小平岱から先が未供用で通行不能になる。
再び大仙市協和船岡の秋田県道316号唐松宇津野線終点で路線が始まり、県道316号から直通して淀川沿いに下流へ進む。秋田新幹線・奥羽本線を立体交差したのち、船岡交差点・国道13号交点に至る。
なお、広小路は久保田町交差点から広小路西交差点方面への一方通行区間なので、車両で県道を起点から終点方向へは通れず、2つ南の中央通りを北都銀行本店前交差点から市民市場入口交差点まで迂回することになる。
2011年ころから、長年未着手だった都市計画道路川尻広面線の秋田市南通亀の町の五丁目橋交差点から秋田市旭北錦町の秋田県道56号秋田天王線・山王五丁目交差点までの区間が順次事業化され、当県道の支線として部分的に供用を開始している。

### 路線データ
- 総延長 : 39.457 km[3]
- 実延長 : 35.497 km[3]
- 起点 : 秋田県秋田市柳原新田萱場向48番地1（現・卸町一丁目48番1）（国道13号交点、古川添交差点）[4]
- 終点 : 秋田県大仙市協和船岡字下船岡93番（国道13号交点、船岡交差点）[4]
- 未供用区間 : 秋田市河辺岩見字小平岱56番23 - 大仙市協和船岡字琴ヶ沢2番4地先 (3,236 m)[5][3]

## 歴史
- 1954年（昭和29年）7月5日 - 都市計画道路の川尻広面線・千秋広面線・秋田環状線の計画が決定される[2]。
- 1972年（昭和47年）3月30日 - 秋田県道に認定される[4]。
- 1990年度（平成2年度） - 手形陸橋が拡幅され3車線になる[6]。
- 1993年（平成5年）5月11日 - 建設省により県道秋田岩見船岡線が主要地方道秋田岩見船岡線に指定される[7]。
- 2011年（平成23年）12月16日 - 秋田市旭北錦町地内（山王五丁目交差点付近）を支線の区域として供用する。[8]
- 2012年（平成24年）6月29日 - 秋田市旭北錦町地内（山王五丁目交差点付近）を支線の区域として供用する。[9]
- 2014年（平成26年）
  - 3月25日 - 通行不能区間の供用を廃止し、未供用区間にする[5]。
  - 4月15日 - 秋田市南通亀の町41番7（現道交点）から秋田市大町六丁目378番1までの通称横町通りを県道28号の支線の区域とする。[10]
- 2015年（平成27年）11月27日 - 支線の道路の区域を変更し幅員を最大8.8 mから45 mに拡幅する[11]。
- 2019年（令和元年）11月16日 - 手形陸橋の4車線化が完成、翌17日午後5時から供用開始[6]。
- 2023年（令和5年）
  - 7月16日 - 大雨の影響で、秋田市中通五丁目付近で旭川沿いの歩道が約30mにわたって崩落し、四丁目橋から五丁目橋にかけての約200mが通行止めになる[12][13][14]。
  - 7月28日 - 中通五丁目の通行止め規制が解除される（河川側の歩道を除く）[15][16]。
  - 11月20日 - 7月16日に崩壊した区間が下り線のみ通行止の一方通行になり、復旧工事が本格的になる。[17]
- 2024年（令和6年）
  - 4月12日 - 対面通行再開[18]
  - 11月6日 - 下り側の歩道の通行止解除[19]

## 路線状況

### 都市計画道路
以下の都市計画道路と路線が一部重複する。
- 川尻広面線（一部未供用）
- 千秋広面線
- 秋田環状線
- 中通牛島線

### 愛称・別称
秋田市ではそれぞれの通りについて以下の愛称がつけられ、『市民に親しまれる道路愛称』として一覧を公開している。
- 南有楽町通り（古川添交差点 - 下新橋交差点）
- 有楽町通り（下新橋交差点 - 五丁目橋交差点）
- 土手長町通り（五丁目橋交差点 - 広小路西交差点）
- 広小路（広小路西交差点 - 久保田町交差点）
- 大手門通り（久保田町交差点 - 千秋城下町交差点[22]）

### 重複区間
- 秋田県道26号秋田停車場線（秋田市中通1丁目・交点 - 秋田市千秋久保田町・交点）
- 秋田県道308号河辺阿仁線（秋田市河辺三内・地内）、500m[23]

### 冬期閉鎖区間
- なし[24]

### 交通不能区間
- 秋田市河辺岩見小平岱 - 大仙市協和船岡髪宇津野、4,196 m[25]

### 道路施設

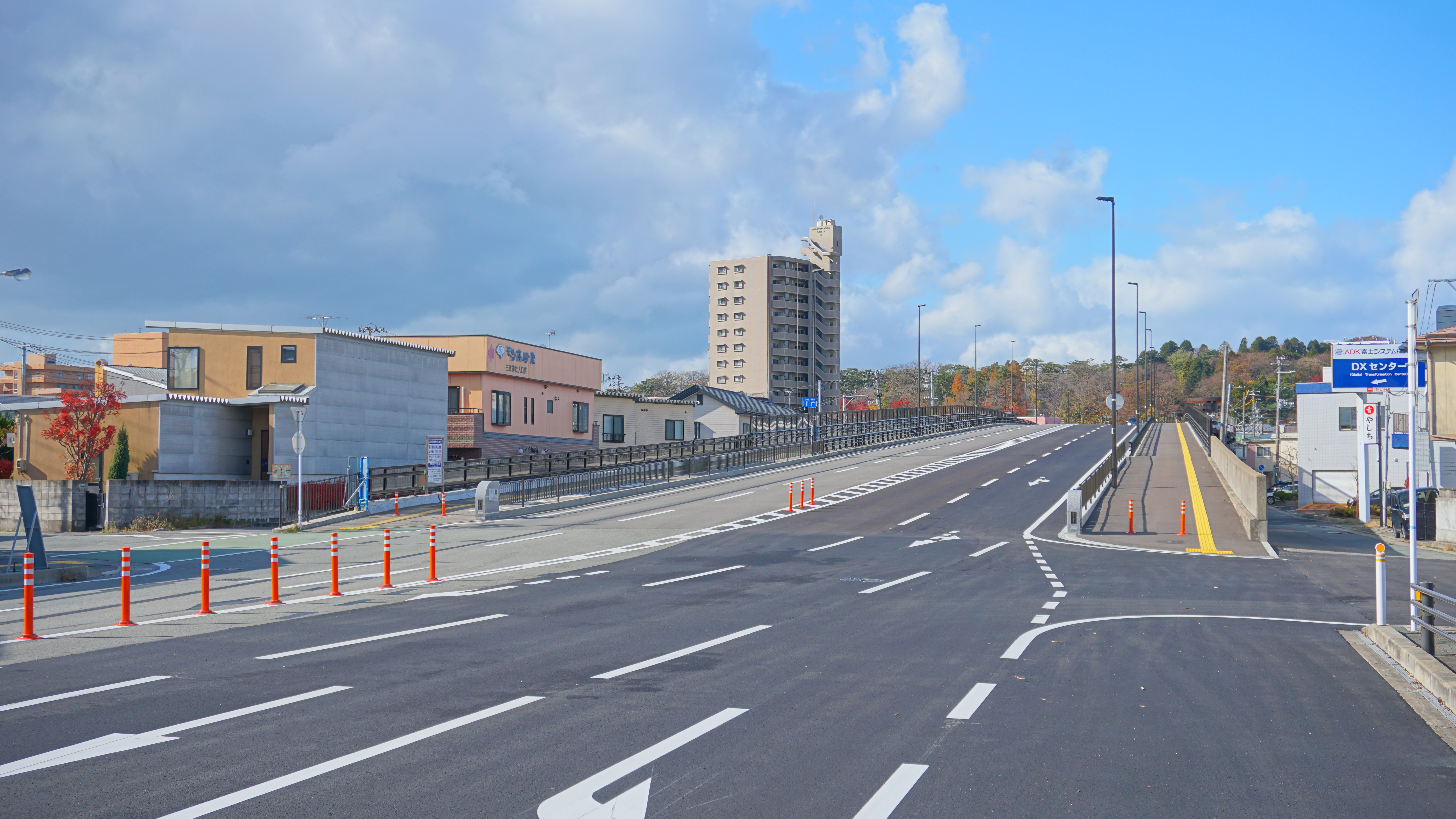
手形陸橋

- 太平大橋（太平川）
- 手形陸橋（奥羽本線）

## 地理

### 交差する道路
| 施設名                 | 接続路線名                                          | 備考                           | 所在地                                                           |
| ---------------------- | --------------------------------------------------- | ------------------------------ | ---------------------------------------------------------------- |
| 古川添交差点           | 国道13号 （=国道46号重複）                          | 起点                           | 秋田市卸町一丁目                                                 |
| 五丁目橋交差点         | 秋田県道28号秋田岩見船岡線・支線 秋田市道川尻広面線 |                                | 秋田市南通亀の町                                                 |
| 二丁目橋交差点         | 秋田県道26号秋田停車場線                            |                                | 秋田市中通一丁目                                                 |
| 広小路西交差点         | 秋田県道233号土崎港秋田線                           | 県道233号終点 県道26号重複区間 | 秋田市千秋明徳町北緯39度43分6.33秒 東経140度7分6.86秒            |
| 久保田町交差点         | 秋田県道26号秋田停車場線                            |                                | 秋田市千秋久保田町北緯39度43分3.56秒 東経140度7分31.72秒         |
| 手形山崎町交差点       | 秋田県道15号秋田八郎潟線                            | 県道15号起点                   | 秋田市手形山崎町北緯39度43分23.61秒 東経140度7分57.49秒          |
|                        | 秋田県道41号秋田昭和線                              |                                | 秋田市広面字堤敷北緯39度43分34.14秒 東経140度8分52.25秒          |
|                        | 秋田県道232号太平山八田線                           | 県道232号終点                  | 秋田市太平八田字藤ノ崎北緯39度44分28.39秒 東経140度10分42.51秒   |
|                        | 秋田県道308号河辺阿仁線                             | 重複区間 500m                  | 秋田市河辺三内地内北緯39度42分41.5秒 東経140度17分34.7秒         |
| （秋田市側終点）       |                                                     |                                | 秋田市河辺岩見字小平岱北緯39度41分41.1秒 東経140度20分19.12秒    |
| 【未供用区間】 3,236 m |                                                     |                                |                                                                  |
| （大仙市側起点）       | 秋田県道316号唐松宇津野線                           | 県道316号終点                  | 大仙市協和船岡字上宇津野北緯39度39分52.48秒 東経140度20分57.58秒 |
| 船岡交差点             | 国道13号 （=国道46号重複）                          | 終点                           | 大仙市協和船岡字下船岡                                           |

#### 支線
支線は、都市計画道路川尻広面線の未着手の区間で、部分的に順次供用されており全線開通には至っていない。
| 施設名           | 接続路線名             | 備考     | 所在地           |
| ---------------- | ---------------------- | -------- | ---------------- |
| 五丁目橋交差点   | 県道28号・現道         | 支線起点 | 秋田市南通亀の町 |
| 山王五丁目交差点 | 秋田県道56号秋田天王線 | 支線終点 | 秋田市旭北錦町   |

### 沿線の施設
- 千秋公園
- JR東日本 秋田新幹線・奥羽本線・羽越本線
  - 秋田駅
- 太平山三吉神社
- 秋田大学医学部附属病院
- 岨谷峡

#### 支線
- ドン・キホーテ秋田店（旧中交ホリディスクエア）